# Atletiek op de Paralympische Zomerspelen 2024
Op de XVIIe Paralympische Zomerspelen, die in 2024 worden gehouden in Parijs, Frankrijk, is Atletiek een van de 23 sporten die worden beoefend, in de Stade de France te Saint-Denis, een voorstad van Parijs, van 30 augustus tot en met 8 september. Er zullen 164 evenementen zijn: 90 voor mannen, 73 voor vrouwen en één gemengd evenement, drie minder evenementen voor mannen dan de vorige Spelen, terwijl de evenementen voor vrouwen en de gemengde onderdelen hetzelfde blijven. 

## Medaillespiegel
| Plaats | Land              | NPC | Goud | Zilver | Brons | Totaal |
| 1      | China             | CHN | 17   | 17     | 11    | 45     |
| 2      | Verenigde Staten  | USA | 8    | 11     | 8     | 27     |
| 3      | Brazilië          | BRA | 8    | 8      | 11    | 27     |
| 4      | Oekraïne          | UKR | 7    | 4      | 5     | 16     |
| 5      | Oezbekistan       | UZB | 5    | 2      | 3     | 10     |
| 6      | Zwitserland       | SUI | 4    | 3      | 0     | 7      |
| 7      | Colombia          | COL | 4    | 1      | 7     | 12     |
| 8      | Algerije          | ALG | 4    | 0      | 3     | 7      |
| 9      | Groot-Brittannië  | GBR | 3    | 3      | 2     | 8      |
| 9      | Tunesië           | TUN | 3    | 3      | 2     | 8      |
| 11     | Nederland         | NED | 3    | 2      | 1     | 6      |
| 12     | Cuba              | CUB | 3    | 1      | 0     | 4      |
| 13     | India             | IND | 2    | 6      | 5     | 13     |
| 14     | Iran              | IRI | 2    | 5      | 1     | 7      |
| 15     | Thailand          | THA | 2    | 3      | 0     | 5      |
| 16     | Italië            | ITA | 2    | 2      | 0     | 4      |
| 17     | Canada            | CAN | 2    | 1      | 1     | 4      |
| 18     | Ethiopië          | ETH | 2    | 1      | 0     | 3      |
| 19     | Mexico            | MEX | 2    | 0      | 2     | 4      |
| 20     | België            | BEL | 2    | 0      | 1     | 3      |
| 21     | Azerbeidzjan      | AZE | 2    | 0      | 0     | 2      |
| 22     | Marokko           | MAR | 1    | 3      | 2     | 6      |
| 23     | Spanje            | ESP | 1    | 2      | 4     | 7      |
| 24     | Duitsland         | GER | 1    | 2      | 2     | 5      |
| 24     | Griekenland       | GRE | 1    | 2      | 2     | 5      |
| 26     | Australië         | AUS | 1    | 1      | 4     | 6      |
| 27     | Litouwen          | LAT | 1    | 1      | 0     | 2      |
| 27     | Venezuela         | VEN | 1    | 1      | 0     | 2      |
| 29     | Argentinië        | ARG | 1    | 0      | 3     | 4      |
| 30     | Ecuador           | ECU | 1    | 0      | 2     | 3      |
| 31     | Zuid-Afrika       | RSA | 1    | 0      | 1     | 2      |
| 32     | Bulgarije         | BUL | 1    | 0      | 0     | 1      |
| 32     | Costa Rica        | CRC | 1    | 0      | 0     | 1      |
| 32     | Georgië           | GEO | 1    | 0      | 0     | 1      |
| 32     | Hongarije         | HUN | 1    | 0      | 0     | 1      |
| 32     | Saoedi-Arabië     | KSA | 1    | 0      | 0     | 1      |
| 32     | Namibië           | NAM | 1    | 0      | 0     | 1      |
| 32     | Portugal          | POR | 1    | 0      | 0     | 1      |
| 39     | Japan             | JPN | 0    | 4      | 2     | 6      |
| 40     | Nieuw-Zeeland     | NZL | 0    | 3      | 2     | 5      |
| 41     | Frankrijk         | FRA | 0    | 2      | 2     | 4      |
| 42     | Denemarken        | DEN | 0    | 2      | 0     | 2      |
| 42     | Turkije           | TUR | 0    | 2      | 0     | 2      |
| 44     | Finland           | FIN | 0    | 1      | 2     | 3      |
| 45     | Sjabloon:MSps     | MAS | 0    | 1      | 1     | 2      |
| 45     | Polen             | POL | 0    | 1      | 1     | 2      |
| 45     | Servië            | SRB | 0    | 1      | 1     | 2      |
| 48     | India             | IND | 0    | 1      | 0     | 1      |
| 48     | Kenia             | KEN | 0    | 1      | 0     | 1      |
| 48     | Mongolië          | MGL | 0    | 1      | 0     | 1      |
| 48     | Noorwegen         | NOR | 0    | 1      | 0     | 1      |
| 48     | Sri Lanka         | SRI | 0    | 1      | 0     | 1      |
| 53     | Oostenrijk        | AUT | 0    | 0      | 1     | 1      |
| 53     | Kroatië           | CRO | 0    | 0      | 1     | 1      |
| 53     | Ierland           | IRL | 0    | 0      | 1     | 1      |
| 53     | Kazachstan        | KAZ | 0    | 0      | 1     | 1      |
| 53     | Koeweit           | KUW | 0    | 0      | 1     | 1      |
| 53     | Mauritius         | MRI | 0    | 0      | 1     | 1      |
| 53     | Vluchtelingenteam | RPT | 0    | 0      | 1     | 1      |

## Uitslagen
LegendaWR = Wereldrecord PR = Paralympisch record ER = Europees record

### Hardlopen

#### 100 m
| mannen | mannen   | mannen                       | mannen | mannen                  | mannen | mannen                        | mannen |
| Kl.    | Tijd (s) | Goud                         | Goud   | Zilver                  | Zilver | Brons                         | Brons  |
| ------ | -------- | ---------------------------- | ------ | ----------------------- | ------ | ----------------------------- | ------ |
| T11    | 11.02    | Athanasios Ghavelas          | GRE    | Timothée Adolphe        | FRA    | Di Dongdong                   | CHN    |
| T12    | 10.70    | Noah Malone                  | USA    | Joeferson Marinho       | BRA    | Zac Shaw                      | GBR    |
| T13    | 10.42    | Skander Djamil Athmani       | ALG    | Salum Ageze Kashafali   | NOR    | Shuta Kawakami                | JPN    |
| T34    | 14.76 PR | Chaiwat Rattana              | THA    | Walid Ktila             | TUN    | Austin Smeenk                 | CAN    |
| T35    | 11.43    | Ihor Tsvietov                | UKR    | Artem Kalashian         | NPA    | Dmitrii Safronov              | NPA    |
| T36    | 11.85 PR | James Turner                 | AUS    | Alexis Chavez           | ARG    | Yang Yifei                    | CHN    |
| T37    | 11.07    | Ricardo Mendonça             | BRA    | Saptoyogo Purnomo       | INA    | Andrei Vdovin                 | NPA    |
| T38    | 10.64    | Jaydin Blackwell             | USA    | Ryan Medrano            | USA    | Juan Campas                   | COL    |
| T44    | 11.12    | Mpumelelo Mhlongo            | RSA    | Yamel Luis Vives Suares | CUB    | Eddy Bernard                  | MAS    |
| T47    | 10.68    | Petrucio Ferreira dos Santos | BRA    | Korban Best             | USA    | Aymane El Haddaoui            | MAR    |
| T51    | 19.63 PR | Cody Fournie                 | CAN    | Peter Genyn             | BEL    | Toni Piispanen                | FIN    |
| T52    | 16.70    | Maxime Carabin               | BEL    | Marcus Perrineau-Daley  | GBR    | Tomoki Sato                   | JPN    |
| T53    | 14.48    | Abdulrahman Al-Qurashi       | KSA    | Pongsakorn Paeyo        | THA    | Ariosvaldo Fernandes da Silva | BRA    |
| T54    | 13.74    | Juan Pablo Cervantes         | MEX    | Athiwat Paeng-Nuea      | THA    | Leo-Pekka Tahti               | FIN    |
| T63    | 12.06    | Ezra Frech                   | USA    | Daniel Wagner           | DEN    | Vinícius Gonçalves Rodrigues  | BRA    |
| T64    | 10.65    | Sherman Guity                | CRC    | Maxcel Amo Manu         | ITA    | Felix Streng                  | GER    |

| vrouwen | vrouwen  | vrouwen                 | vrouwen | vrouwen                 | vrouwen | vrouwen                     | vrouwen |
| Kl.     | Tijd (s) | Goud                    | Goud    | Zilver                  | Zilver  | Brons                       | Brons   |
| ------- | -------- | ----------------------- | ------- | ----------------------- | ------- | --------------------------- | ------- |
| T11     | 11.83    | Jerusa Geber dos Santos | BRA     | Liu Cuiqing             | CHN     | Lorena Silva Spoladore      | BRA     |
| T12     | 11.81    | Omara Durand            | CUB     | Oksana Boturchuk        | UKR     | Katrin Mueller-Rottgardt    | GER     |
| T13     | 11.76 WR | Lamiya Valiyeva         | AZE     | Rayane Soares da Silva  | BRA     | Orla Comerford              | IRL     |
| T34     | 16.80    | Hannah Cockroft         | GBR     | Kare Adenegan           | GBR     | Lan Hanyu                   | CHN     |
| T35     | 13.58    | Zhou Xia                | CHN     | Guo Qianqian            | CHN     | Preethi Pal                 | IND     |
| T36     | 13.39    | Shi Yiting              | CHN     | Danielle Aitchison      | AUS     | Veronica Hipolito           | BRA     |
| T37     | 12.52 PR | Wen Xiaoyan             | CHN     | Taylor Swanson          | USA     | Jaleen Roberts              | USA     |
| T38     | 12.26 WR | Karen Palomeque         | COL     | Lida-Maria Manthopoulou | GRE     | Darian Faisury Jiménez      | COL     |
| T47     | 12.04    | Kiara Rodriguez         | ECU     | Brittni Mason           | USA     | Anna Grimaldi               | NZL     |
| T53     | 15.64 PR | Samantha Kinghorn       | GBR     | Catherine Debrunner     | SUI     | Gao Fang                    | CHN     |
| T54     | 15.50 PR | Léa Bayekula            | BEL     | Tatyana McFadden        | USA     | Amanda Kotaja               | FIN     |
| T63     | 14.16    | Martina Caironi         | ITA     | Karisma Evi Tiarani     | INA     | Monica Graziana Contrafatto | ITA     |
| T63     | 14.16    | Martina Caironi         | ITA     | Karisma Evi Tiarani     | INA     | Ndidikama Okoh              | GBR     |
| T64     | 12.54    | Fleur Jong              | NED     | Kimberly Alkemade       | NED     | Marlène van Gansewinkel     | NED     |

#### 200 m
| mannen | mannen   | mannen        | mannen | mannen                    | mannen | mannen                  | mannen |
| Kl.    | Tijd (s) | Goud          | Goud   | Zilver                    | Zilver | Brons                   | Brons  |
| ------ | -------- | ------------- | ------ | ------------------------- | ------ | ----------------------- | ------ |
| T35    | 23.19    | Ihor Tsvietov | UKR    | Dmitrii Safronov          | NPA    | Artem Kalashian         | NPA    |
| T37    | 22.69    | Andrei Vdovin | NPA    | Ricardo Gomes de Mendonça | BRA    | Christian Gabriel Costa | BRA    |
| T51    | 37.64    | Cody Fournie  | CAN    | Toni Piispanen            | FIN    | Peter Genyn             | BEL    |
| T64    | 21.32 PR | Sherman Guity | CRC    | Levi Vloet                | NED    | Mpumelelo Mhlongo       | RSA    |

| vrouwen | vrouwen  | vrouwen                 | vrouwen | vrouwen                     | vrouwen | vrouwen             | vrouwen |
| Kl.     | Tijd (s) | Goud                    | Goud    | Zilver                      | Zilver  | Brons               | Brons   |
| ------- | -------- | ----------------------- | ------- | --------------------------- | ------- | ------------------- | ------- |
| T11     | 24.51 PR | Jerusa Geber dos Santos | BRA     | Liu Cuiqing                 | CHN     | Lahja Ishttile      | NAM     |
| T12     | 23.62    | Omara Durand            | CUB     | Alejandra Paola Pérez López | VEN     | Simran Sharma       | IND     |
| T35     | 28.15    | Zhou Xia                | CHN     | Guo Qianqian                | CHN     | Preethi Pal         | IND     |
| T36     | 27.50 PR | Shi Yiting              | CHN     | Danielle Aitchison          | NZL     | Mali Lovell         | AUS     |
| T37     | 25.86 PR | Wen Xiaoyan             | CHN     | Nataliia Kobzar             | UKR     | Jiang Fenfen        | CHN     |
| T47     | 24.72    | Anna Grimaldi           | NZL     | Brittni Mason               | USA     | Sasirawan Inthachot | THA     |
| T64     | 25.42 PR | Kimberly Alkemade       | NED     | Marlène van Gansewinkel     | NED     | Irmgard Bensusan    | GER     |

#### 400 m
| mannen | mannen   | mannen                 | mannen | mannen                     | mannen | mannen                    | mannen |
| Kl.    | Tijd (s) | Goud                   | Goud   | Zilver                     | Zilver | Brons                     | Brons  |
| ------ | -------- | ---------------------- | ------ | -------------------------- | ------ | ------------------------- | ------ |
| T11    | 50.58    | Enderson Santos        | VEN    | Timothée Adolphe           | FRA    | Atangana Guillaume Junior | RPT    |
| T12    | 48.62    | Mouncef Bouja          | MAR    | Noah Malone                | USA    | Rouay Jebabli             | TUN    |
| T13    | 47.43    | Skander Djamil Athmani | ALG    | Ryota Fukunaga             | JPN    | Buinder Bermúdez          | COL    |
| T20    | 48.09    | Jhon Obando            | COL    | David José Pineda Mejía    | ESP    | Yovanni Philippe          | MRI    |
| T36    | 51.54 WR | James Turner           | AUS    | William Stedman            | NZL    | Alexis Sebastian Chavez   | ARG    |
| T37    | 50.27    | Andrei Vdovin          | NPA    | Bartolomeu da Silva Chaves | BRA    | Amen Allah Tissaoui       | TUN    |
| T38    | 48.49    | Jaydin Blackwell       | USA    | Ryan Medrano               | USA    | Juan Campas               | COL    |
| T47    | 46.65 WR | Aymane El Haddaoui     | MAR    | Ayoub Sadni                | MAR    | Thomaz Ruan de Moraes     | BRA    |
| T52    | 55.10    | Maxime Carabin         | BEL    | Tomoki Sato                | JPN    | Tomoya Ito                | JPN    |
| T53    | 46.77    | Pongsakorn Paeyo       | THA    | Brent Lakatos              | CAN    | Brian Siemann             | USA    |
| T54    | 44.55    | Dai Yunqiang           | CHN    | Athiwat Paeng-nuea         | THA    | Daniel Romanchuk          | USA    |
| T62    | 46.36    | Hunter Woodhall        | USA    | Johannes Floors            | GER    | Olivier Hendriks          | NED    |

| vrouwen | vrouwen  | vrouwen                | vrouwen | vrouwen              | vrouwen | vrouwen             | vrouwen |
| Kl.     | Tijd (s) | Goud                   | Goud    | Zilver               | Zilver  | Brons               | Brons   |
| ------- | -------- | ---------------------- | ------- | -------------------- | ------- | ------------------- | ------- |
| T11     | 56.20    | Lahja Ishitile         | NAM     | Thalita Simplício    | BRA     | He Shanshan         | CHN     |
| T12     | 53.59    | Omara Durand           | CUB     | Hajar Safarzadeh     | IRI     | Oksana Boturchuk    | UKR     |
| T13     | 53.55 WR | Rayane Soares da Silva | BRA     | Lamiya Valiyeva      | AZE     | Carolina Duarte     | POR     |
| T20     | 55.16    | Yuliia Shuliar         | UKR     | Aysel Önder          | TUR     | Deepthi Jeevanji    | IND     |
| T37     | 1:00.92  | Nataliia Kobzar        | UKR     | Jiang Fenfen         | CHN     | Viktoriia Slanova   | NPA     |
| T38     | 58.67 WR | Karen Palomeque        | COL     | Luca Ekler           | HUN     | Lindy Ave           | GER     |
| T47     | 56.74    | Fernanda Yara da Silva | BRA     | Lisbeli Vera Andrade | VEN     | Maria Clara Augusto | BRA     |
| T53     | 51.60 PR | Catherine Debrunner    | SUI     | Samantha Kinghorn    | GBR     | Zhou Hongzhuan      | CHN     |
| T54     | 53.05    | Léa Bayekula           | BEL     | Manuela Schär        | SUI     | Zhou Zhaoqian       | CHN     |

#### 800 m
| mannen | mannen     | mannen        | mannen | mannen           | mannen | mannen          | mannen |
| Kl.    | Tijd (min) | Goud          | Goud   | Zilver           | Zilver | Brons           | Brons  |
| ------ | ---------- | ------------- | ------ | ---------------- | ------ | --------------- | ------ |
| T34    | 1:39.27    | Austin Smeenk | CAN    | Chaiwat Rattana  | THA    | Rheed McCracken | AUS    |
| T53    | 1:37.32    | Brent Lakatos | CAN    | Pongsakorn Paeyo | THA    | Brian Siemann   | USA    |
| T54    | 1:28.20 PR | Jin Hua       | CHN    | Dai Yunqiang     | CHN    | Dai Yunqiang    | SUI    |

| vrouwen | vrouwen    | vrouwen             | vrouwen | vrouwen           | vrouwen | vrouwen          | vrouwen |
| Kl.     | Tijd (min) | Goud                | Goud    | Zilver            | Zilver  | Brons            | Brons   |
| ------- | ---------- | ------------------- | ------- | ----------------- | ------- | ---------------- | ------- |
| T34     | 1:55.44    | Hannah Cockroft     | GBR     | Kare Adenegan     | GBR     | Eva Houston      | GBR     |
| T53     | 1:41.04    | Catherine Debrunner | SUI     | Samantha Kinghorn | GBR     | Zhou Hongzhuan   | CHN     |
| T54     | 1:42.36    | Manuela Schär       | SUI     | Zhou Zhaoqian     | CHN     | Susannah Scaroni | USA     |

#### 1500 m
| mannen | mannen     | mannen              | mannen | mannen                | mannen | mannen               | mannen |
| Kl.    | Tijd (min) | Goud                | Goud   | Zilver                | Zilver | Brons                | Brons  |
| ------ | ---------- | ------------------- | ------ | --------------------- | ------ | -------------------- | ------ |
| T11    | 3:55.82 WR | Yeltsin Jacques     | BRA    | Yitayal Silesh Yigzaw | ETH    | Júlio Cesar Agripino | BRA    |
| T13    | 3:44.43 PR | Aleksandr Kostin    | NPA    | Rouay Jebabli         | TUN    | Anton Kuliatin       | NPA    |
| T20    | 3:35.40 WR | Ben Sandilands      | GBR    | Sandro Baessa         | POR    | Michael Brannigan    | USA    |
| T38    | 4:12.91    | Amen Allah Tissaoui | TUN    | Nate Riech            | CAN    | Reece Langdon        | AUS    |
| T46    | 3:50.24    | Aleksandr Iaremchuk | NPA    | Michael Roeger        | AUS    | Antoine Praud        | FRA    |
| T54    | 2:49.93    | Jin Hua             | CHN    | Marcel Hug            | SUI    | Dai Yunqiang         | CHN    |

| vrouwen | vrouwen   | vrouwen                   | vrouwen | vrouwen           | vrouwen | vrouwen                | vrouwen |
| Kl.     | Tijd (min | Goud                      | Goud    | Zilver            | Zilver  | Brons                  | Brons   |
| ------- | --------- | ------------------------- | ------- | ----------------- | ------- | ---------------------- | ------- |
| T11     | 4:27.68   | Yayesh Gate Tesfaw        | ETH     | He Shanshan       | CHN     | Louzanne Coetzee       | RSA     |
| T13     | 4:22.39   | Tigist Mengistu           | ETH     | Fatima Ezzahra    | MAR     | Liza Corso             | USA     |
| T20     | 4:26.06   | Barbara Bieganowska-Zając | POL     | Liudmyla Danylina | UKR     | Antônia Keyla da Silva | BRA     |
| T54     | 3:13.10   | Catherine Debrunner       | SUI     | Samantha Kinghorn | GBR     | Susannah Scaroni       | USA     |

#### 5000 m
| mannen | mannen      | mannen                   | mannen | mannen           | mannen | mannen           | mannen |
| Kl.    | Tijd (min)  | Goud                     | Goud   | Zilver           | Zilver | Brons            | Brons  |
| ------ | ----------- | ------------------------ | ------ | ---------------- | ------ | ---------------- | ------ |
| T11    | 14:48.85 WR | Júlio Cesar Agripino     | BRA    | Kenya Karasawa   | JPN    | Yeltsin Jacques  | BRA    |
| T13    | 15:50.64    | Yassine Ouhdadi El Ataby | ESP    | Aleksandr Kostin | NPA    | Anton Kuliatin   | NPA    |
| T54    | 10:55.28    | Daniel Romanchuk         | USA    | Marcel Hug       | SUI    | Faisal Al-Rajehi | KUW    |

| vrouwen | vrouwen     | vrouwen             | vrouwen | vrouwen          | vrouwen | vrouwen            | vrouwen |
| Kl.     | Tijd (min)  | Goud                | Goud    | Zilver           | Zilver  | Brons              | Brons   |
| ------- | ----------- | ------------------- | ------- | ---------------- | ------- | ------------------ | ------- |
| T54     | 10:43.62 PR | Catherine Debrunner | SUI     | Susannah Scaroni | USA     | Madison de Rozario | AUS     |

#### Marathon
| mannen | mannen   | mannen         | mannen | mannen              | mannen | mannen           | mannen |
| Kl.    | Tijd (h) | Goud           | Goud   | Zilver              | Zilver | Brons            | Brons  |
| ------ | -------- | -------------- | ------ | ------------------- | ------ | ---------------- | ------ |
| T12    | 2:22:05  | Wajdi Boukhili | TUN    | Alberto Suarez Laso | BRA    | Amin El Chentouf | MAR    |
| T54    | 1:27:39  | Marcel Hug     | SUI    | Hua Jin             | CHN    | Tomoki Suzuki    | JPN    |

| vrouwen | vrouwen    | vrouwen                   | vrouwen | vrouwen            | vrouwen | vrouwen           | vrouwen |
| Kl.     | Tijd (h)   | Goud                      | Goud    | Zilver             | Zilver  | Brons             | Brons   |
| ------- | ---------- | ------------------------- | ------- | ------------------ | ------- | ----------------- | ------- |
| T12     | 2:48:36 WR | Fatima Ezzahra El Idrissi | MAR     | Meryem En-Nourhi   | MAR     | Misato Michishita | JPN     |
| T54     | 1:41:50    | Catherine Debrunner       | SUI     | Madison de Rozario | AUS     | Susannah Scaroni  | USA     |

### Kegelwerpen
| mannen | mannen      | mannen          | mannen | mannen                    | mannen | mannen             | mannen |
| Kl.    | Afstand (m) | Goud            | Goud   | Zilver                    | Zilver | Brons              | Brons  |
| ------ | ----------- | --------------- | ------ | ------------------------- | ------ | ------------------ | ------ |
| F32    | 40.33       | Aleksei Churkin | NPA    | Athanasios Konstantinidis | GRE    | Ahmed Mehideb      | ALG    |
| F51    | 34.92       | Dharambir Nain  | IND    | Pranav Soorma             | IND    | Zeljko Dimitrijevc | SRB    |

| vrouwen | vrouwen     | vrouwen        | vrouwen | vrouwen         | vrouwen | vrouwen                           | vrouwen |
| Kl.     | Afstand (m) | Goud           | Goud    | Zilver          | Zilver  | Brons                             | Brons   |
| ------- | ----------- | -------------- | ------- | --------------- | ------- | --------------------------------- | ------- |
| F32     | 29.00 WR    | Maroua Ibrahmi | TUN     | Parastoo Habibi | IRI     | Giovanna Boscolo Castilho Goncalv | BRA     |

### Discuswerpen
| mannen | mannen      | mannen                 | mannen | mannen            | mannen | mannen               | mannen |
| Kl.    | Afstand (m) | Goud                   | Goud   | Zilver            | Zilver | Brons                | Brons  |
| ------ | ----------- | ---------------------- | ------ | ----------------- | ------ | -------------------- | ------ |
| F11    | 41.92       | Oney Tapia             | ITA    | Hassan Bajoulvand | IRI    | Alvaro del Amo Cano  | ESP    |
| F37    | 57.28       | Tolibboy Yuldashev     | UZB    | Jesse Zesseu      | CAN    | Haider Ali           | PAK    |
| F52    | 27.06 WR    | Rigivan Ganeshamoorthy | ITA    | Aigars Apinis     | LAT    | André Rocha          | BRA    |
| F56    | 46.86 PR    | Claudiney Batista      | BRA    | Yogesh Kathuniya  | IND    | Konstantinos Tzounis | GRE    |
| F64    | 61.14 PR    | Jeremy Campbell        | USA    | Akeem Stewart     | TTO    | David Blair          | USA    |

| vrouwen | vrouwen     | vrouwen                   | vrouwen | vrouwen          | vrouwen | vrouwen                       | vrouwen |
| Kl.     | Afstand (m) | Goud                      | Goud    | Zilver           | Zilver  | Brons                         | Brons   |
| ------- | ----------- | ------------------------- | ------- | ---------------- | ------- | ----------------------------- | ------- |
| F11     | 39.08       | Zhang Liangmin            | CHN     | Assunta Legnante | ITA     | Xue Enhui                     | CHN     |
| F38     | 38.70 PR    | Simone Kruger             | RSA     | Yingli Li        | CHN     | Xiomara Saldarriaga Hernandez | COL     |
| F41     | 36.55       | Raoua Tlili               | TUN     | Youssra Karim    | MAR     | Estefany López                | ECU     |
| F53     | 17.37 PR    | Elizabeth Rodrigues Gomes | BRA     | Keiko Onidani    | JPN     | Zoia Ovsii                    | UKR     |
| F55     | 26.70       | Érica Castaño             | COL     | Dong Feixia      | CHN     | Rosa María Guerrero           | MEX     |
| F57     | 35.55 PR    | Nassima Saifi             | ALG     | Mian Xu          | CHN     | Mokhigul Khamdamova           | UZB     |
| F64     | 42,39       | Yang Yue                  | CHN     | Yao Juan         | CHN     | Osiris Aneth Machado          | MEX     |

### Speerwerpen
| mannen | mannen      | mannen                    | mannen | mannen                     | mannen | mannen                        | mannen |
| Kl.    | Afstand (m) | Goud                      | Goud   | Zilver                     | Zilver | Brons                         | Brons  |
| ------ | ----------- | ------------------------- | ------ | -------------------------- | ------ | ----------------------------- | ------ |
| F13    | 74.49 WR    | Daniel Pembroke           | GBR    | Ali Pirouj                 | IRI    | Ulicer Aguilera Cruz          | CUB    |
| F34    | 41,16 WR    | Saeid Afrooz              | IRI    | Mauricio Valencia          | COL    | Diego Fernando Meneses Medina | COL    |
| F38    | 63.81 WR    | José Lemos                | COL    | Vladyslav Bilyi            | UKR    | An Dongquan                   | CHN    |
| F41    | 47.32       | Navdeep Singh             | IND    | Pengxiang Sun              | CHN    | Wildan Nukhailawi             | IRQ    |
| F46    | 66.14       | Guillermo Varona Gonzalez | CUB    | Ajeet Singh                | IND    | Gundar Singh Gurjar           | IND    |
| F54    | 30.77       | Ivan Revenko              | NPA    | Edgar Ulises Fuentes Yanez | MEX    | Emmanouil Stefanoudakis       | GRE    |
| F57    | 50.32       | Yorkinbek Odilov          | UZB    | Muhammet Khalvandi         | TUR    | Cícero Valdiran Lins Nobre    | BRA    |
| F64    | 70.59 PR    | Sumit Antil               | IND    | Dulan Kodithuwakku         | SRI    | Michal Burian                 | AUS    |

| vrouwen | vrouwen     | vrouwen                    | vrouwen | vrouwen                 | vrouwen | vrouwen       | vrouwen |
| Kl.     | Afstand (m) | Goud                       | Goud    | Zilver                  | Zilver  | Brons         | Brons   |
| ------- | ----------- | -------------------------- | ------- | ----------------------- | ------- | ------------- | ------- |
| F13     | 47.06 WR    | Yuping Zhao                | CHN     | Anna Kulinich-Sorokina  | NPA     | Natalija Eder | AUT     |
| F34     | 22.55 WR    | Zou Lijuan                 | CHN     | Zuo Caiyun              | CHN     | Dayna Crees   | AUS     |
| F46     | 43.77 PR    | Naibys Daniela Marillo Gil | VEN     | Shahinakhon Yigitalieva | UZB     | Hollie Arnold | GBR     |
| F54     | 21.12 WR    | Nurkhon Kurbunova          | UZB     | Flora Ugwunwa           | NGR     | Elham Salehi  | IRI     |
| F56     | 24.99 PR    | Diana Krumina              | LAT     | Raissa Rocha Machado    | BRA     | Lin Sitong    | CHN     |

### Kogelstoten
| mannen | mannen      | mannen                    | mannen | mannen                    | mannen | mannen                     | mannen |
| Kl.    | Afstand (m) | Goud                      | Goud   | Zilver                    | Zilver | Brons                      | Brons  |
| ------ | ----------- | ------------------------- | ------ | ------------------------- | ------ | -------------------------- | ------ |
| F11    | 14.78       | Amirhossein Alipour       | IRI    | Mahdi Olad                | IRI    | Álvaro del Amo Cano        | ESP    |
| F12    | 16.45       | Elbek Sultonov            | UZB    | Volodymyr Ponamarenko     | UKR    | Roman Danyliuk             | UKR    |
| F20    | 17.61 WR    | Oleksandr Yarovyi         | UKR    | Muhammad Ziyad Zolkefli   | MAS    | Maksym Koval               | UKR    |
| F32    | 11.93       | Athanasios Konstantinidis | GRE    | Aleksei Churkin           | NPA    | Lazaros Stefanidis         | GRE    |
| F33    | 12.77 WR    | Bingchen Cai              | CHN    | Deni Cerni                | CRO    | Zakariae Derhem            | MAR    |
| F34    | 11.71       | Mauricio Valencia         | COL    | Azeddine Nouiri           | MAR    | Ahmad Hindi                | JOR    |
| F35    | 16.82 PR    | Khusniddin Norbekov       | UZB    | Hernan Emanuel Urra       | ARG    | Seyed Aliasghar Javanmardi | IRI    |
| F36    | 17.18 WR    | Vladimir Sviridov         | NPA    | Alan Kokoity              | NPA    | Dastan Mukashbekov         | KAZ    |
| F37    | 16.37       | K. Marufkhujaev           | UZB    | Ahmed Ben Moslah          | MAR    | Tolibboy Yuldashev         | UZB    |
| F40    | 11.21 PR    | Miguel Monteiro           | POR    | Tsegmidiin Battulga       | MGL    | Garrah Tnaiash             | IRQ    |
| F41    | 14.32 PR    | Bobirjon Omonov           | UZB    | Niko Kappel               | GER    | Huang Jun                  | CHN    |
| F46    | 16.38       | Greg Stewart              | CAN    | Sachin Sarjerao Khilari   | IND    | Luka Baković               | CRO    |
| F53    | 9.66 WR     | Giga Ochkhikidze          | GEO    | Abdelillah Gani           | MAR    | Alireza Mokhtari           | IRI    |
| F55    | 12.40       | Ruzhdi Ruzhdi             | BUL    | Zafar Zaker               | IRI    | Lech Stoltman              | POL    |
| F55    | 12.40       | Ruzhdi Ruzhdi             | BUL    | Nebojsa Duric             | SRB    | Lech Stoltman              | POL    |
| F57    | 15.96 PR    | Yasin Khosravi            | IRI    | Thiago Paulino dos Santos | BRA    | Hokato Hotozhe Sema        | IND    |
| F63    | 70.59 PR    | Sumit Antil               | IND    | Dulan Kodithuwakku        | SRI    | Michal Burian              | AUS    |

| vrouwen | vrouwen     | vrouwen                 | vrouwen | vrouwen                     | vrouwen | vrouwen               | vrouwen |
| Kl.     | Afstand (m) | Goud                    | Goud    | Zilver                      | Zilver  | Brons                 | Brons   |
| ------- | ----------- | ----------------------- | ------- | --------------------------- | ------- | --------------------- | ------- |
| F12     | 14.54       | Assunta Legnante        | ITA     | Safiya Burkhanova           | UZB     | Yuping Zhao           | CHN     |
| F20     | 15.12 WR    | Sabrina Fortune         | GBR     | Gloria Agblemagnon          | FRA     | Poleth Méndes         | ECU     |
| F32     | 8.00 WR     | Anastasiia Moskalenko   | UKR     | Wanna Helena Brito Oliveira | BRA     | Evgeniia Galaktionova | NPA     |
| F33     | 7.98 PR     | Qing Wu                 | CHN     | Gilda Guadalupe Cota Vera   | MEX     | Svetlana Krivenok     | NPA     |
| F34     | 9.14        | Zou Lijuan              | CHN     | Lucyna Kornobys             | POL     | Saida Amoudi          | MAR     |
| F35     | 12.75       | Mariia Pomazan          | UKR     | Wang Jun                    | CHN     | Anna Nicholson        | GBR     |
| F37     | 13.45       | Yingli Li               | CHN     | Na Mi                       | CHN     | Irina Vertinskaya     | NPA     |
| F40     | 9.10 PR     | Lara Baars              | NED     | Renata Śliwińska            | POL     | Raja Jebali           | TUN     |
| F41     | 10.40       | Raoua Tlili             | TUN     | Kubaro Khakimova            | UZB     | Antonella Ruiz Diaz   | ARG     |
| F46     | 14.06 WR    | Noelle Malkamaki        | USA     | Mariia Shpatkivska          | UKR     | Holly Robinson        | NZL     |
| F54     | 8.06        | Gloria Zarza Guadarrama | MEX     | Elizabeth Rodrigues Gomes   | BRA     | Nurkhon Kurbanova     | UZB     |
| F57     | 11.56 PR    | Safia Djelal            | ALG     | Xu Mian                     | CHN     | Nassima Saifi         | ALG     |
| F64     | 12.53       | Yao Juan                | CHN     | Arelle Middleton            | USA     | Yang Yue              | CHN     |

### Hoogspringen
| mannen | mannen     | mannen           | mannen | mannen          | mannen | mannen                | mannen |
| Kl.    | Hoogte (m) | Goud             | Goud   | Zilver          | Zilver | Brons                 | Brons  |
| ------ | ---------- | ---------------- | ------ | --------------- | ------ | --------------------- | ------ |
| T47    | 2.12       | Roderick Roberts | USA    | Nishad Kumar    | IND    | Georgii Margiev       | NPA    |
| T63    | 1,94 PR    | Ezra Frech       | USA    | Sharad Kumar    | IND    | Mariyappan Thangavelu | IND    |
| T64    | 2.08       | Kumar Praveen    | IND    | Derek Loccident | USA    | Temurbek Giyazov      | UZB    |

### Verspringen
| mannen | mannen      | mannen                       | mannen | mannen            | mannen | mannen                          | mannen |
| Kl.    | Afstand (m) | Goud                         | Goud   | Zilver            | Zilver | Brons                           | Brons  |
| ------ | ----------- | ---------------------------- | ------ | ----------------- | ------ | ------------------------------- | ------ |
| T11    | 6.85 WR     | Dongdong Di                  | CHN    | Shichang Chen     | CHN    | Joan Munar Martinez             | ESP    |
| T12    | 7.27        | Said Najafzade               | AZE    | Doniyor Saliev    | UZB    | Fernando Vasquez                | ARG    |
| T13    | 7.29        | Orkhan Aslanov               | AZE    | Isaac Jean-Paul   | USA    | Paulo Henrique Andrade dos Reis | BRA    |
| T20    | 7.51        | Matvei Iakushev              | NPA    | Abdul Latif Romly | MAS    | Jhon Sebastian Obando Asprilla  | COL    |
| T36    | 5.83 PR     | Evgenii Torsunov             | NPA    | Aser Ramos        | BRA    | Oleksandr Lytvynenko            | UKR    |
| T37    | 6.42        | Lionel Impellizzeri          | ARG    | Samson Opiyo      | KEN    | Mateus Evangelista Cardoso      | BRA    |
| T38    | 6.52        | Khetag Khinchagov            | NPA    | Zhong Huanghao    | CHN    | José Gregorio Lemos Rivas       | COL    |
| T47    | 7.41        | Robiel Yankiel Sol Cervantes | CUB    | Wang Hao          | CHN    | Nikita Kotukov                  | NPA    |
| T63    | 7.68 WR     | Joël de Jong                 | NED    | Daniel Wagner     | DEN    | Noah Mbuyamba                   | NED    |
| T64    | 8.13        | Markus Rehm                  | GER    | Derek Loccident   | USA    | Jarry Wallace                   | USA    |

| vrouwen | vrouwen     | vrouwen             | vrouwen | vrouwen                   | vrouwen | vrouwen                        | vrouwen |
| Kl.     | Afstand (m) | Goud                | Goud    | Zilver                    | Zilver  | Brons                          | Brons   |
| ------- | ----------- | ------------------- | ------- | ------------------------- | ------- | ------------------------------ | ------- |
| T11     | 5.24 PR     | Asila Mirzayorova   | UZB     | Guohua Zhou               | CHN     | Alba Garcia Falagan            | ESP     |
| T12     | 5.78        | Oksana Zubkovska    | UKR     | Sara Martínez             | ESP     | Lynda Hamri                    | ALG     |
| T20     | 5.82        | Karolina Kucharczyk | POL     | Zileide Cassiano da Silva | BRA     | Fatma Damla Altin              | TUR     |
| T37     | 5.44 PR     | Wen Xiaoyan         | CHN     | Jaleen Roberts            | USA     | Manon Genest                   | FRA     |
| T38     | 5.56        | Luca Ekler          | HUN     | Nele Moos                 | GER     | Karen Tatiana Palomeque Moreno | COL     |
| T47     | 6.05 PR     | Kiara Rodriguez     | ECU     | Petra Luteran             | HUN     | Bjørk Nørremark                | DEN     |
| T63     | 5.45 WR     | Vanessa Low         | AUS     | Martina Caironi           | ITA     | Elena Kratter                  | SUI     |
| T64     | 6.53 PR     | Fleur Jong          | NED     | Marlène van Gansewinkel   | NED     | Beatriz Hatz                   | USA     |